# Шейн Лейвері
Шейн Лейвері (англ. Shayne Lavery; 8 грудня 1998, Агагаллон, Північна Ірландія) — північноірландський футболіст, нападник збірної Північної Ірландії, який виступає за англійський «Кембридж Юнайтед» у Першій футбольній лізі.

## Клубна кар'єра
Шейн вихованець юнацьких клубів «Портадаун» і «Гленавон». У грудні 2014 року Лейвері навіть потрапив до заявки «Гленавону».
У березні 2015 року Лейвері перейшов до англійського «Евертону». 6 грудня 2017 року нападника включили до складу першої команди «Евертона» на матч Ліги Європи проти «Аполлона» (Лімасол), але залишився в запасі.
У січні 2019 року Лейвері перейшов на правах оренди до клубу шотландського клубу «Фолкерк». Після завершення оренди Шейн залишив «Евертон» наприкінці сезону 2018–19.
31 травня 2019 року було оголошено, що Лейвері приєднався до клубу «Лінфілд» (Белфаст) на один рік. У травні 2020 року його угоду продовжили ще на рік.
1 липня 2021 року північноірландець уклав дворічний контракт із можливістю продовження ще на 12 місяців з англійської командою «Блекпул». 7 серпня 2021 року дебютував вийшовши на заміну в матчі проти «Бристоль Сіті» (1–1).
7 травня 2024 року «Блекпул» оголосив, що гравець покине клуб влітку, коли закінчиться його контракт.
1 липня 2024 року Шейн підписав дворічний контракт з клубом «Кембридж Юнайтед». 24 серпня відзначився в матчі проти колишної своєї команди «Блекпул», гра завершилась внічию 4–4.

## Виступи за збірні
Лейвері захищав кольори юнацьких збірних Північної Ірландії U-17, U-19 та U-21.
У березні 2018 року він отримав свій перший виклик до національної збірної Північної Ірландії, а в травні 2018 року дебютував у головній збірній в матчі проти збірної Панами.
2 вересня 2021 року Шейн відзначився забитим голом проти збірної Литви у Вільнюсі в кваліфікаційному переможному матчі 4–1 чемпіонату світу 2022.

### Голи у складі національної збірної
Станом на 19 червня 2023
| No. | Дата            | Арена                           | Суперник | Номер | Рахунок | Результат | Турнір                      |
| --- | --------------- | ------------------------------- | -------- | ----- | ------- | --------- | --------------------------- |
| 1   | 2 вересня 2021  | Стадіон ЛФФ, Вільнюс, Литва     | Литва    | 8     | 3–1     | 4–1       | кваліфікація ЧС-2022        |
| 2   | 9 червня 2022   | Фаділь Вокрі, Приштина, Косово  | Косово   | 14    | 1–2     | 2–3       | Ліга націй УЄФА 2022—2023 C |
| 3   | 27 вересня 2022 | Георгіос Камарас, Афіни, Греція | Греція   | 17    | 1–1     | 1–3       | Ліга націй УЄФА 2022—2023 C |

## Титули і досягнення

### Клубні
- Чемпіон Північної Ірландії 2:

«Лінфілд»: 2019–20, 2020–21
- Кубок Північної Ірландії 1:

«Лінфілд»: 2020–21

### Індивідуальні
- Найкращий бормбардир: 1

2020–21 (23 голи)